# Ligue des champions masculine de l'EHF 2022-2023
Navigation
2021-2022 2023-2024
La saison 2022-2023 de la Ligue des champions masculine de l'EHF est la 63e édition de la compétition, anciennement Coupe d'Europe des clubs champions. Organisée par l'EHF, elle met aux prises 16 équipes européennes.
Le SC Magdebourg, qui n'avait plus évolué en Ligue des champions depuis 2005, fait un retour tonitruant en parvenant à décrocher son deuxième titre vingt-et-un ans après le premier en écartant aux jets de 7 mètres le FC Barcelone, double tenant du titre, en demi-finale puis en battant 30 à 29 après prolongation le KS Kielce en finale.

## Présentation

### Formule
La formule est identique à celle de la saison précédente.

### Modalités
La compétition commence par une phase de groupes où les équipes sont réparties en deux groupes de huit équipes. Les matchs sont joués dans un système de championnat avec des matchs à domicile et à l'extérieur. Les six meilleures équipes de chaque groupe se qualifient pour la suite de la compétition : les équipes classées du 3e au 6e rang jouent les barrages et les vainqueurs et deuxièmes de groupe accèdent directement aux quarts de finale.
La phase à élimination directe comprend quatre tours : les barrages, les quarts de finale et une finale à quatre comprenant deux demi-finales et la finale. En barrages, le 3e d'un groupe affronte le 6e de l'autre groupe en matchs aller-retour et 4es et 5es en font de même, le mieux classé des deux lors de la phase de poule ayant le privilège de jouer le match retour à domicile. Les quatre vainqueurs de ces barrages rejoignent en quarts de finale les vainqueurs et deuxièmes de groupe suivant le tableau prédéfini. Pour la finale à quatre, un tirage au sort détermine les oppositions en demi-finales.

### Qualifiés
Les neuf premiers championnats au classement EHF octroient une place en Ligue des champions à leur vainqueur. De plus, le championnat qui obtient le meilleur résultat en Ligue européenne sur les trois années précédentes obtient une place supplémentaire (notée LE dans le tableau ci-dessous).
Ainsi, conformément au coefficient EHF établi pour la saison 2022-2023, les champions nationaux suivants sont qualifiés :
| Rang | Pays              | Équipe              | Statut                                  |
| ---- | ----------------- | ------------------- | --------------------------------------- |
| 1    | Allemagne         | SC Magdebourg       | Champion d'Allemagne 2021-2022          |
| 2    | Espagne           | FC Barcelone        | Champion d'Espagne 2021-2022            |
| 3    | France            | Paris Saint-Germain | Champion de France 2021-2022            |
| 4    | Hongrie           | SC Pick Szeged      | Champion de Hongrie 2021-2022           |
| 5    | Danemark          | GOG Håndbold        | Champion du Danemark 2021-2022          |
| 6    | Macédoine du Nord | RK Vardar Skopje    | Champion de Macédoine du Nord 2021-2022 |
| 7    | Pologne           | KS Kielce           | Champion de Pologne 2021-2022           |
| 8    | Portugal          | FC Porto            | Champion du Portugal                    |
| 9    | Roumanie          | Dinamo Bucarest     | Champion de Roumanie                    |
| LE   | Allemagne         | THW Kiel            | Vice-champion d'Allemagne 2021-2022     |

### Équipes ayant sollicité une invitation
Parallèlement aux clubs directement qualifiés, sept places sont attribuées par l'EHF sur dossier (Wild-Card) en fonction de quatre critères :
- qualité de la salle (capacité, qualité du terrain, commodités pour les supporters et les médias, loges VIP...) ;
- contrats de diffusion TV des pays concernés ;
- performances dans les compétitions européennes dans le passé ;
- product management.

Les fédérations classées entre la 1re et la 30e place, hormis l'Allemagne qui compte déjà un deuxième qualifié automatique en vertu de ses performances en Ligue européenne, peuvent demander un surclassement (« upgrade ») pour une équipe qualifiée en Ligue européenne. Le 23 juin, la Fédération européenne de handball dévoile les treize équipes candidates à une invitation :
| Rang | Pays     | Équipe               | Statut                              | Décision   |
| ---- | -------- | -------------------- | ----------------------------------- | ---------- |
| 2    | Espagne  | BM Granollers        | Vice-champion d'Espagne 2021-2022   | Non retenu |
| 3    | France   | HBC Nantes           | Vice-champion de France 2021-2022   | Retenu     |
| 4    | Hongrie  | Veszprém KSE         | Vice-champion de Hongrie 2021-2022  | Retenu     |
| 5    | Danemark | Aalborg Håndbold     | Vice-champion du Danemark 2021-2022 | Retenu     |
| 7    | Pologne  | Wisła Płock          | Vice-champion de Pologne 2021-2022  | Retenu     |
| 8    | Portugal | Sporting CP          | Vice-champion du Portugal           | Non retenu |
| 9    | Roumanie | CS Minaur Baia Mare  | Vice-champion de Roumanie           | Non retenu |
| 10   | Croatie  | RK Zagreb            | Champion de Croatie                 | Retenu     |
| 11   | Slovénie | RK Celje             | Champion de Slovénie                | Retenu     |
| 13   | Suède    | Ystads IF            | Champion de Suède                   | Non retenu |
| 14   | Ukraine  | HC Motor Zaporijjia  | Champion d'Ukraine                  | Non retenu |
| 15   | Suisse   | Kadetten Schaffhouse | Champion de Suisse                  | Non retenu |
| 17   | Norvège  | Elverum Handball     | Champion de Norvège                 | Retenu     |

Remarque : pour plus de détails sur le statut de chaque championnat et les équipes désignées, voir 2022 en handball#Championnats européens.
Seule la Macédoine du Nord (6e) n'a pas demandé une deuxième place en Ligue des Champions. En revanche, tous les champions des pays classés entre la 10e et la 17e place ont sollicité un surclassement excepté les champions biélorusse et russe (dont les championnats sont respectivement classés 12e et 16e) qui sont exclus des compétitions européennes et n'ont donc pu candidater. 
Le mardi 27 juin, l'EHF publie la liste des sept clubs retenus. Les équipes non retenues participent à la Ligue européenne à laquelle elles étaient qualifiées.

### Calendrier
| Nom              | Dates                               | Nombre de participants |
| ---------------- | ----------------------------------- | ---------------------- |
| Phase de groupes | du 14 septembre 2022 au 2 mars 2023 | 16                     |
| Barrages         | du 22 au 30 2023                    | 8                      |
| Quarts de finale | du 10 au 18 mai 2023                | 8                      |
| Final Four       | 17 et 18 juin 2023                  | 4                      |

## Phase de groupes
Les équipes terminant premières ou deuxièmes de leur poule sont directement qualifiées pour les quarts de finale, les équipes classées de la 3e à la 6e place sont qualifiées pour les barrages et les équipes classées aux 7e et 8e places sont éliminées.

### Tirage au sort
Le tirage au sort est effectué le 1er juillet 2022. À cette fin, l'EHF a constitué quatre chapeaux de quatre équipes. Chaque groupe comprendra deux équipes de chaque chapeau. Les équipes d'un même pays sont obligatoirement dans deux groupes différents.
- FC Barcelone
- SC Magdebourg
- Paris Saint-Germain
- SC Pick Szeged

- GOG Håndbold
- KS Kielce
- FC Porto
- RK Celje

- Dinamo Bucarest
- THW Kiel
- HBC Nantes
- Veszprém KSE

- Elverum Handball
- RK Zagreb
- Aalborg Håndbold
- Wisła Płock

### Groupe A
Source : Classement.
|   | Équipe              | Pts | J  | G  | N | P  | Bp  | Bc  | Diff |  | Résultats (dom.\ext.) |       |       |       |       |       |       |       |       |
| - | ------------------- | --- | -- | -- | - | -- | --- | --- | ---- |  | --------------------- | ----- | ----- | ----- | ----- | ----- | ----- | ----- | ----- |
| 1 | Paris Saint-Germain | 24  | 14 | 12 | 0 | 2  | 492 | 439 | 53   |  | Paris Saint-Germain   |       | 33-37 | 37-35 | 41-36 | 33-26 | 37-33 | 40-31 | 32-30 |
| 2 | SC Magdebourg       | 20  | 14 | 9  | 2 | 3  | 453 | 419 | 34   |  | SC Magdebourg         | 22-29 |       | 32-25 | 36-34 | 34-33 | 33-27 | 35-25 | 41-36 |
| 3 | Veszprém KSE        | 18  | 14 | 8  | 2 | 4  | 449 | 429 | 20   |  | Veszprém KSE          | 36-35 | 35-35 |       | 36-37 | 33-30 | 32-22 | 32-28 | 32-30 |
| 4 | GOG Håndbold        | 15  | 14 | 7  | 1 | 6  | 459 | 454 | 5    |  | GOG Håndbold          | 30-35 | 33-32 | 30-31 |       | 38-38 | 31-24 | 33-29 | 34-33 |
| 5 | Dinamo Bucarest     | 13  | 14 | 5  | 3 | 6  | 416 | 429 | -13  |  | Dinamo Bucarest       | 29-36 | 28-30 | 31-31 | 30-27 |       | 32-27 | 27-27 | 32-27 |
| 6 | Wisła Płock         | 9   | 14 | 4  | 1 | 9  | 374 | 412 | -38  |  | Wisła Płock           | 26-32 | 25-24 | 26-30 | 31-27 | 26-28 |       | 26-30 | 27-23 |
| 7 | RK Zagreb           | 8   | 14 | 3  | 2 | 9  | 390 | 420 | -30  |  | RK Zagreb             | 30-33 | 25-31 | 29-26 | 27-31 | 28-29 | 26-26 |       | 29-23 |
| 8 | FC Porto            | 5   | 14 | 2  | 1 | 11 | 407 | 438 | -31  |  | FC Porto              | 33-35 | 31-31 | 28-35 | 26-33 | 32-23 | 27-28 | 28-26 |       |

### Groupe B
Source : Classement.
|   | Équipe           | Pts | J  | G  | N | P  | Bp  | Bc  | Diff | Dép |  | Résultats (dom.\ext.) |       |       |       |       |       |       |       |       |
| - | ---------------- | --- | -- | -- | - | -- | --- | --- | ---- | --- |  | --------------------- | ----- | ----- | ----- | ----- | ----- | ----- | ----- | ----- |
| 1 | FC Barcelone     | 27  | 14 | 13 | 1 | 0  | 484 | 404 | 80   | /   |  | FC Barcelone          |       | 32-28 | 34-29 | 26-24 | 32-26 | 35-25 | 38-30 | 40-30 |
| 2 | KS Kielce        | 22  | 14 | 11 | 0 | 3  | 435 | 427 | 8    | /   |  | KS Kielce             | 31-32 |       | 40-33 | 40-37 | 33-28 | 37-30 | 36-28 | 37-33 |
| 3 | HBC Nantes       | 15  | 14 | 7  | 1 | 6  | 478 | 451 | 27   | +4  |  | HBC Nantes            | 33-37 | 30-33 |       | 38-30 | 35-28 | 35-30 | 31-32 | 41-30 |
| 4 | THW Kiel         | 15  | 14 | 6  | 3 | 5  | 460 | 440 | 20   | -4  |  | THW Kiel              | 30-30 | 32-29 | 37-33 |       | 36-36 | 34-29 | 39-27 | 36-26 |
| 5 | Aalborg Håndbold | 13  | 14 | 6  | 1 | 7  | 445 | 438 | 7    | /   |  | Aalborg Håndbold      | 33-39 | 28-30 | 33-34 | 26-30 |       | 33-27 | 36-32 | 31-24 |
| 6 | SC Pick Szeged   | 11  | 14 | 5  | 1 | 8  | 426 | 452 | -26  | /   |  | SC Pick Szeged        | 28-35 | 28-31 | 28-28 | 36-33 | 29-41 |       | 36-27 | 30-23 |
| 7 | RK Celje         | 6   | 14 | 3  | 0 | 11 | 412 | 475 | -63  | /   |  | RK Celje              | 27-28 | 30-33 | 24-35 | 38-36 | 31-34 | 28-36 |       | 29-26 |
| 8 | Elverum Handball | 3   | 14 | 1  | 1 | 12 | 389 | 481 | -92  | /   |  | Elverum Handball      | 30-46 | 26-27 | 36-42 | 26-26 | 25-33 | 32-34 | 31-29 |       |

## Phase à élimination directe
|  | Barrage | Barrage         | Barrage | Barrage             |    |          | Quart de finale | Quart de finale | Quart de finale | Quart de finale |
|  |         |                 |         |                     |    |          |                 |                 |                 |                 |
|  |         |                 |         |                     |    |          |                 |                 |                 |                 |
|  | A5      | Dinamo Bucarest | 28      | 32                  |    |          |                 |                 |                 |                 |
|  | A5      | Dinamo Bucarest | 28      | 32                  |    |          |                 |                 |                 |                 |
|  | B4      | THW Kiel        | 41      | 31                  |    |          |                 |                 |                 |                 |
|  | B4      | THW Kiel        | 41      | 31                  | B4 | THW Kiel | 27              | 29              |                 |                 |
|  |         |                 |         |                     | B4 | THW Kiel | 27              | 29              |                 |                 |
|  |         |                 | A1      | Paris Saint-Germain | 31 | 32       |                 |                 |                 |                 |
|  |         |                 |         |                     | 31 | 32       |                 |                 |                 |                 |
|  |         |                 |         |                     |    |          |                 |                 |                 |                 |
|  |         |                 |         |                     |    |          |                 |                 |                 |                 |
|  |         |                 |         |                     |    |          |                 |                 |                 |                 |

|  | Barrage | Barrage          | Barrage | Barrage      |    |              | Quart de finale | Quart de finale | Quart de finale | Quart de finale |
|  |         |                  |         |              |    |              |                 |                 |                 |                 |
|  |         |                  |         |              |    |              |                 |                 |                 |                 |
|  | B5      | Aalborg Håndbold | 30      | 24           |    |              |                 |                 |                 |                 |
|  | B5      | Aalborg Håndbold | 30      | 24           |    |              |                 |                 |                 |                 |
|  | A4      | GOG Håndbold     | 28      | 32           |    |              |                 |                 |                 |                 |
|  | A4      | GOG Håndbold     | 28      | 32           | A4 | GOG Håndbold | 30              | 31              |                 |                 |
|  |         |                  |         |              | A4 | GOG Håndbold | 30              | 31              |                 |                 |
|  |         |                  | B1      | FC Barcelone | 37 | 36           |                 |                 |                 |                 |
|  |         |                  |         |              | 37 | 36           |                 |                 |                 |                 |
|  |         |                  |         |              |    |              |                 |                 |                 |                 |
|  |         |                  |         |              |    |              |                 |                 |                 |                 |
|  |         |                  |         |              |    |              |                 |                 |                 |                 |

|  | Barrage | Barrage     | Barrage | Barrage       |    |             | Quart de finale | Quart de finale | Quart de finale | Quart de finale |
|  |         |             |         |               |    |             |                 |                 |                 |                 |
|  |         |             |         |               |    |             |                 |                 |                 |                 |
|  | A6      | Wisła Płock | 32      | 25, 5tab      |    |             |                 |                 |                 |                 |
|  | A6      | Wisła Płock | 32      | 25, 5tab      |    |             |                 |                 |                 |                 |
|  | B3      | HBC Nantes  | 32      | 25, 4tab      |    |             |                 |                 |                 |                 |
|  | B3      | HBC Nantes  | 32      | 25, 4tab      | A6 | Wisła Płock | 22              | 28              |                 |                 |
|  |         |             |         |               | A6 | Wisła Płock | 22              | 28              |                 |                 |
|  |         |             | A2      | SC Magdebourg | 22 | 30          |                 |                 |                 |                 |
|  |         |             |         |               | 22 | 30          |                 |                 |                 |                 |
|  |         |             |         |               |    |             |                 |                 |                 |                 |
|  |         |             |         |               |    |             |                 |                 |                 |                 |
|  |         |             |         |               |    |             |                 |                 |                 |                 |

|  | Barrage | Barrage        | Barrage | Barrage   |    |              | Quart de finale | Quart de finale | Quart de finale | Quart de finale |
|  |         |                |         |           |    |              |                 |                 |                 |                 |
|  |         |                |         |           |    |              |                 |                 |                 |                 |
|  | B6      | SC Pick Szeged | 23      | 33        |    |              |                 |                 |                 |                 |
|  | B6      | SC Pick Szeged | 23      | 33        |    |              |                 |                 |                 |                 |
|  | A3      | Veszprém KSE   | 36      | 38        |    |              |                 |                 |                 |                 |
|  | A3      | Veszprém KSE   | 36      | 38        | A3 | Veszprém KSE | 29              | 27              |                 |                 |
|  |         |                |         |           | A3 | Veszprém KSE | 29              | 27              |                 |                 |
|  |         |                | B2      | KS Kielce | 29 | 31           |                 |                 |                 |                 |
|  |         |                |         |           | 29 | 31           |                 |                 |                 |                 |
|  |         |                |         |           |    |              |                 |                 |                 |                 |
|  |         |                |         |           |    |              |                 |                 |                 |                 |
|  |         |                |         |           |    |              |                 |                 |                 |                 |

### Barrages
Les barrages aller ont lieu les mercredi 22 et jeudi 23 mars 2023. Les matchs retour se déroulent la semaine suivante, les mercredi 29 et jeudi 30 mars.
| Équipe           | Aller   | Total             | Retour  | Équipe       |
| ---------------- | ------- | ----------------- | ------- | ------------ |
| SC Pick Szeged   | 23 – 36 | 56 – 74           | 33 – 38 | Veszprém KSE |
| Wisła Płock      | 32 – 32 | 57 – 57 5 – 4 tab | 25 – 25 | HBC Nantes   |
| Aalborg Håndbold | 30 – 28 | 54 – 60           | 24 – 32 | GOG Håndbold |
| Dinamo Bucarest  | 28 – 41 | 60 – 72           | 32 – 31 | THW Kiel     |

### Quarts de finale
Les quarts de finale aller sont prévus les 10 et 11 mai 2023 et les matchs retour la semaine suivante, les 17 et 18 mai.
| Équipe       | Aller   | Total   | Retour  | Équipe              |
| ------------ | ------- | ------- | ------- | ------------------- |
| THW Kiel     | 27 – 31 | 56 – 63 | 29 – 32 | Paris Saint-Germain |
| GOG Håndbold | 30 – 37 | 61 – 73 | 31 – 36 | FC Barcelone        |
| Wisła Płock  | 22 – 22 | 50 – 52 | 28 – 30 | SC Magdebourg       |
| Veszprém KSE | 29 – 29 | 56 – 60 | 27 – 31 | KS Kielce           |

### Finale à quatre
La Finale à quatre (ou en anglais : Final Four) est programmée les 17 et 18 juin 2023 dans la Lanxess Arena de Cologne en Allemagne. 
Un tirage au sort effectué le 23 mai détermine les équipes qui s'affrontent en demi-finales.
|  | Demi-finales        | Demi-finales        |                        |    | Finale              | Finale              |
|  | Demi-finales        | Demi-finales        |                        |    | Finale              | Finale              |
|  |                     |                     |                        |    |                     |                     |
|  | 17 juin 2023, 15h15 | 17 juin 2023, 15h15 |                        |    | 18 juin 2023, 18h00 | 18 juin 2023, 18h00 |
|  | 17 juin 2023, 15h15 | 17 juin 2023, 15h15 |                        |    | 18 juin 2023, 18h00 | 18 juin 2023, 18h00 |
|  | SC Magdebourg       | 38 (2)              |                        |    | 18 juin 2023, 18h00 | 18 juin 2023, 18h00 |
|  | SC Magdebourg       | 38 (2)              |                        |    | 18 juin 2023, 18h00 | 18 juin 2023, 18h00 |
|  | FC Barcelone        | 38 (1)              |                        |    | 18 juin 2023, 18h00 | 18 juin 2023, 18h00 |
|  | FC Barcelone        | 38 (1)              | SC Magdebourg          | 30 |                     |                     |
|  | 17 juin 2023, 18h00 |                     | SC Magdebourg          | 30 |                     |                     |
|  |                     | KS Kielce           | 29                     |    |                     |                     |
|  | Paris Saint-Germain | KS Kielce           | 29                     | 24 |                     |                     |
|  | Paris Saint-Germain |                     |                        | 24 |                     |                     |
|  | KS Kielce           | 25                  |                        |    |                     |                     |
|  | KS Kielce           | 25                  | Match pour la 3e place |    |                     |                     |
|  |                     |                     |                        |    |                     |                     |
|  | 18 juin 2023, 15h15 |                     |                        |    |                     |                     |
|  |                     |                     |                        |    |                     |                     |
|  | FC Barcelone        | 37                  |                        |    |                     |                     |
|  | FC Barcelone        | 37                  |                        |    |                     |                     |
|  | Paris Saint-Germain | 31                  |                        |    |                     |                     |
|  | Paris Saint-Germain | 31                  |                        |    |                     |                     |

#### Demi-finales
| 17 juin 2023 15h15 | SC Magdebourg        | 40 – 39 (tab)  | FC Barcelone         | Lanxess Arena, Cologne Affluence : 19 450 Arbitrage : Elíasson, Pálsson |
| 17 juin 2023 15h15 | Kay Smits 12         | (16–18, 31–31) | Timothey N'Guessan 9 | Lanxess Arena, Cologne Affluence : 19 450 Arbitrage : Elíasson, Pálsson |
| 17 juin 2023 15h15 | Prol. : 7–7Tab : 2–1 |                |                      | Lanxess Arena, Cologne Affluence : 19 450 Arbitrage : Elíasson, Pálsson |
| 17 juin 2023 15h15 | ×2 ×7 ×1             | EHF            | ×1 ×3                | Lanxess Arena, Cologne Affluence : 19 450 Arbitrage : Elíasson, Pálsson |

| 17 juin 2023 18h00 | Paris Saint-Germain | 24 – 25 | KS Kielce         | Lanxess Arena, Cologne Affluence : 19 750 Arbitrage : Horáček, Novotný |
| 17 juin 2023 18h00 | Luc Steins 6        | (14–16) | Alex Dujshebaev 6 | Lanxess Arena, Cologne Affluence : 19 750 Arbitrage : Horáček, Novotný |
| 17 juin 2023 18h00 | ×3                  | EHF     | ×3                | Lanxess Arena, Cologne Affluence : 19 750 Arbitrage : Horáček, Novotný |

#### Match pour la3eplace
| 18 juin 2023 15h15 | FC Barcelone | 37 – 31 | Paris Saint-Germain | Lanxess Arena, Cologne Affluence : 19 450 Arbitrage : Jørum, Kleven |
| 18 juin 2023 15h15 | Blaž Janc 7  | (22–13) | N'Tanzi, Syprzak 7  | Lanxess Arena, Cologne Affluence : 19 450 Arbitrage : Jørum, Kleven |
| 18 juin 2023 15h15 | EHF          |         |                     | Lanxess Arena, Cologne Affluence : 19 450 Arbitrage : Jørum, Kleven |

#### Finale
| 18 juin 2023 18h00 | SC Magdebourg | 30 – 29 (ap)   | KS Kielce         | Lanxess Arena, Cologne Affluence : 19 750 Arbitrage : Lah, Sok |
| 18 juin 2023 18h00 | Kay Smits 8   | (13–15, 26–26) | Alex Dujshebaev 8 | Lanxess Arena, Cologne Affluence : 19 750 Arbitrage : Lah, Sok |
| 18 juin 2023 18h00 | Prol. : 4–3   |                |                   | Lanxess Arena, Cologne Affluence : 19 750 Arbitrage : Lah, Sok |
| 18 juin 2023 18h00 | ×2 ×5 ×1      | EHF            | ×1 ×4             | Lanxess Arena, Cologne Affluence : 19 750 Arbitrage : Lah, Sok |

## Les champions d'Europe
| Champion d'Europe - Ligue des champions 2022-2023 SC Magdebourg 4e titre |

L'effectif du SC Magdebourg pour la saison 2022–23 est :
- Gardiens de but
  - 01  Mike Jensen
  - 80  Nikola Portner
- Ailiers gauches
  - 06  Matthias Musche
  - 22  Lukas Mertens
- Ailiers droits
  - 11  Daniel Pettersson
  - 17  Tim Hornke
- Pivots
  - 02  Lucas Meister
  - 23  Magnus Saugstrup
  - 54  Oscar Bergendahl
- Arrières gauches
  - 03  Piotr Chrapkowski
  - 20  Philipp Weber
  - 34  Michael Damgaard
- Demi-centres
  - 10  Gísli Þorgeir Kristjánsson
  - 24  Christian O'Sullivan
  - 25  Marko Bezjak
- Arrières droits
  - 05  Vladan Lipovina
  - 14  Ómar Ingi Magnússon
  - 31  Kay Smits
- Staff
  - Entraîneur :  Bennet Wiegert
  - Adjoint :  Yves Grafenhorst

## Statistiques et récompenses

### Meilleurs buteurs
Au terme de la compétition, les meilleurs buteurs sont :
| Rang | Joueur                     | Club                | Buts | Tirs | %      | MJ | Moy. |
| ---- | -------------------------- | ------------------- | ---- | ---- | ------ | -- | ---- |
| 1    | Emil Wernsdorf Madsen (de) | GOG Håndbold        | 107  | 183  | 58,5 % | 18 | 5,9  |
| 2    | Kamil Syprzak              | Paris Saint-Germain | 103  | 141  | 73,0 % | 16 | 6,4  |
| 3    | Arkadiusz Moryto           | KS Kielce           | 100  | 123  | 81,3 % | 18 | 5,6  |
| 4    | Kay Smits                  | SC Magdebourg       | 98   | 139  | 70,5 % | 18 | 5,4  |
| 5    | Simon Pytlick              | GOG Håndbold        | 94   | 152  | 61,8 % | 16 | 5,9  |
| 6    | Aleks Vlah (en)            | RK Celje            | 88   | 144  | 61,1 % | 14 | 6,3  |
| 7    | Gísli Þorgeir Kristjánsson | SC Magdebourg       | 87   | 117  | 74,4 % | 17 | 5,1  |
| 7    | Dika Mem                   | FC Barcelone        | 87   | 137  | 63,5 % | 17 | 5,1  |
| 9    | Elohim Prandi              | Paris Saint-Germain | 86   | 143  | 60,1 % | 16 | 5,4  |
| 10   | Dainis Krištopāns          | Paris Saint-Germain | 84   | 108  | 77,8 % | 16 | 5,3  |
| 10   | Lukas Jørgensen            | GOG Håndbold        | 84   | 112  | 75,0 % | 18 | 4,7  |
| 10   | Rasmus Lauge               | Veszprém KSE        | 84   | 137  | 61,3 % | 16 | 5,3  |